# Newton on Trent
Newton on Trent est une paroisse civile et un village du Lincolnshire, en Angleterre.